# Ion Enescu (medic)
Ion Enescu (n. 23 august 1884, Porcești, județul Roman, azi Moldoveni, județul Neamț – d. 14 martie 1972, Iași) a fost un medic român, membru titular al Academiei Române (1955), profesor la Facultatea de Medicină din Iași.

## Biografie
Ion Enescu a urmat studiile liceale la Liceul Internat din Iași unde a obținut bacalaureatul în 1902. Urmează studiile medicale la Facultatea de Medicină din București, între anii 1904-1911 fiind extern și intern al spitalelor Eforiei București. După obținerea titlului de doctor în medicină, în anul 1912, pleacă la Berlin pentru a se specializa în patologie (1913-1915) lucrând cu profesorii Wilhelm Krause⁠(en)[traduceți] și Johannes Orth⁠(en)[traduceți] la Institutul de anatomie patologică și, după 1918, se dirijează spre studiul cardiologiei lucrând la Viena cu profesorul Karel Frederik Wenckebach⁠(de)[traduceți].
După întoarcerea în România Ion Enescu a ocupat, între anii 1918-1920, postul de medic secundar al spitalelor Eforiei București. În acești ani se situează și debutul carierei universitare, întâi ca asistent (1919) și apoi ca șef de lucrări (1920) la Clinica I Medicală a Universității din București. După 1920 a fost prosector al spitalului Colțea și, între anii 1921-1927, medic primar al Spitalului Central Chișinău. În 1924 a fost numit profesor titular la Catedra de Farmacologie a Facultății de Medicină a Universității din Iași și ulterior (1927) profesor la Catedra de Terapeutică din Iași. În 1932 devine medic primar al Spitalului „Sfântul Spiridon”, post pe care îl va ocupa până la încetarea activității, spital în care va crea o clinică cu profil cardiologic.
Ion Enescu a fost interesat de numeroase aspecte ale bolilor cardiace și vasculare precum dinamica cardiacă și arterială în hipertensiunea arterială, în valvulopatii și insuficiența cardiacă sau modificările funcționale, electro- și vectocardiografice determinate de pneumopatiile cronice. A studiat, de asemenea, aspecte de farmacodinamie și farmacologie clinică ale diureticelor, digitalicelor, antihipertensivelor sau antianginoaselor.

## Ordine și decorații
Profesorul Enescu a efectuat serviciul militar în 1912 la Regimentul 4 Roșiori. A participat ca medic militar la campaniile din al Doilea Război Balcanic (1913) și Primul Război Mondial (1916-1918). A fost avansat până la gradul de locotenent-colonel de rezervă și a fost decorat cu următoarele ordine și medalii române:
- Crucea „Meritul Sanitar”;
- Medalia Avântul Țării;
- Ordinul Steaua României cu spade în grad de ofițer și apoi cavaler;
- Crucea Regina Maria clasa II;
- Medalia „A cincea aniversare a Republicii Populare Române” (24 decembrie 1952) „pentru lupta și munca duse în vederea făuririi, consolidării și prosperării Republicii Populare Române”[4]
- Ordinul Muncii clasa a II-a (14 septembrie 1953)[5]
- titlul de „Medic Emerit al Republicii Populare Romîne” (5 august 1954) „pentru merite excepționale și realizări deosebite în domeniul ocrotirii sănătății oamenilor muncii”[6]
- Ordinul Muncii clasa I (21 august 1954) „pentru merite deosebite pe tărîmul construcției de stat, economice, sociale și culturale, cu ocazia celei de a zecea aniversări a eliberării patriei noastre”[7]
- titlul de „Profesor Emerit al Republicii Populare Romîne” (5 noiembrie 1962) „pentru activitatea îndelungată, contribuție în dezvoltarea științei și merite deosebite în dezvoltarea învățămîntului superior”[8]
- Ordinul „Steaua Republicii Populare Romîne” clasa I (12 octombrie 1964) „pentru merite deosebite în domeniul științific și didactic”[9]
- Ordinul „Meritul Științific” clasa a II-a (26 septembrie 1966) „pentru merite deosebite în activitatea științifică, cu prilejul Centenarului Academiei Republicii Socialiste România”[10]

## In memoriam
În anul 1966 Academia Română a publicat un volum omagial la împlinirea vârstei de 80 de ani ca semn de apreciere a întregii activități desfășurate de academicianul Ion Enescu.
Clinica a III-a Medicală a Spitalului „Sf. Spiridon” din Iași cu profil de cardiologie îi poartă numele.

## Lucrări
- Ion Enescu, Lecțiuni de balneologie (1946),
- Ion Enescu, Nefropatii hematogene bilaterale (în colab., 1947),
- Ion Enescu, Terapeutica medicală a bolilor aparatului circulator (1947),
- Ion Enescu, Terapeutica medicală a bolilor interne (1948),
- Ion Enescu, Nevroza cu predominanța tulburărilor cardiace, Editura Medicală, București, 1956,
- Ion Enescu, Insuficiența cardiacă (1960).